# Adolf Gerteis
Adolf Gerteis (* 30. April 1886 in Freiburg im Breisgau; † 27. Januar 1957 in Frankfurt am Main) war ein deutscher Eisenbahnbeamter und von 1940 bis 1945 Präsident der Generaldirektion der Ostbahn (Gedob). 

## Leben

### Bahnkarriere
Der als Sohn eines Kaufmanns geborene Gerteis studierte von 1905 bis 1910 an der TH Hannover Eisenbahn- und Straßenbau. Nach dem 1911 absolvierten Diplom ging Gerteis zu den Preußischen Staatseisenbahnen und wurde als Regierungsbauführer dem Bezirk der Eisenbahndirektion Essen zugeordnet. Diese Ausbildung schloss er 1915 mit dem zweiten Staatsexamen erfolgreich ab und wurde als Regierungsbaumeister in den planmäßigen Dienst übernommen.  Während des Ersten Weltkriegs war er Frontoffizier.
Nach Kriegsende und der Übernahme der Länderbahnen durch die Deutsche Reichsbahn blieb Gerteis im Eisenbahndienst und arbeitete von 1919 bis 1930 in wechselnden Positionen als „Hilfsarbeiter“, Vorstand eines Reichsbahnneubauamtes und Hilfsdezernent bei der Reichsbahndirektion Frankfurt/Main. 1930 bis 1932 war er Vorstand des Betriebsamtes Arnstadt (Thüringen), 1932 bis 1933 Dezernent im Reichsbahn-Zentralamt Berlin und 1933 bis 1934 bei der Reichsbahndirektion Münster. Gerteis wechselte 1934 als Vorstandsmitglied zur Lübeck-Büchener Eisenbahn (LBE), wo er maßgeblich an der Einführung der neuen, unter Federführung von Paul Mauck, dem maschinentechnischen Direktor der LBE, entworfenen Doppelstock-Wendezüge für den Schnellverkehr zwischen Hamburg und Lübeck beteiligt war. Mit der Verstaatlichung der LBE kam Gerteis 1938 zurück zur Reichsbahn, wo er Betriebsleiter der Reichsbahndirektion Essen wurde.

### Generaldirektion der Ostbahn
Gerteis trat zum 1. April 1936 der NSDAP bei (Mitgliedsnummer 3.741.602). 1939 wurde er zum Vizepräsidenten, 1940 zum Präsidenten der Generaldirektion der Ostbahn in Krakau ernannt. In seiner Funktion war er entscheidend an der Ermordung von Millionen europäischer Juden beteiligt, die mit der Ostbahn in die Vernichtungslager in den Osten des Generalgouvernements deportiert wurden.

### Nach 1945
1948 bis 1950 war Gerteis Oberbetriebsleiter der Generalbetriebsleitung West in Bielefeld. 1950 wurde er zum Vizepräsidenten der Deutschen Reichsbahn im Vereinigten Wirtschaftsgebiet (Hauptverwaltung) und anschließend zum stellvertretenden Präsidenten der Deutschen Bundesbahn und ständigen Stellvertreter des Generaldirektors der Hauptverwaltung der Deutschen Bundesbahn ernannt. Diese Funktion hatte er bis zu seinem Eintritt in den Ruhestand 1952 inne. Anlässlich seiner Verabschiedung wurde er mit dem Großen Verdienstkreuz der Bundesrepublik Deutschland ausgezeichnet, die TH Hannover hatte ihm 1951 bereits die Ehrendoktorwürde verliehen. Auf seine Initiative ging Anfang der 1950er Jahre die Neubegründung der Eisenbahntechnischen Rundschau zurück.